# 16254 Harper
16254 Harper (2000 HZ53) là một tiểu hành tinh vành đai chính được phát hiện ngày 29 tháng 4 năm 2000 bởi nhóm nghiên cứu tiểu hành tinh gần Trái Đất phòng thí nghiệm Lincoln ở Socorro.